# Giaura nigrescens
Giaura nigrescens är en fjärilsart som beskrevs av Bethune-Baker 1906. Giaura nigrescens ingår i släktet Giaura och familjen trågspinnare. Inga underarter finns listade i Catalogue of Life.